# أقاليم ما وراء البحار
أقاليم ما وراء البحار (بالفرنسية: Département et région d'outre-mer واختصارًا DROM)‏ التسمية مستمدة من دستور 1946 في الجمهورية الفرنسية الرابعة، وشملت مستعمرات فرنسية كالجزائر في شمال أفريقيا (نالت استقلالها عام 1962)، غواديلوب والمارتينيك في البحر الكاريبي، غويانا الفرنسية في أمريكا الجنوبية، ريونيون و مايوت في المحيط الهندي. هذه المقاطعات تتمتع بنفس الحقوق وذلك وفقا للدستور المذكور الذي تتمتع به أقاليم فرنسا الأم وتعتبر جزءًا لا يتجزأ من فرنسا والاتحاد الأوروبي. كما لديهم ممثلون في الجمعية الوطنية الفرنسية ومجلس الشيوخ الفرنسي ومجلس الشؤون الاقتصادية والاجتماعية الفرنسي. كما يتم انتخاب عضو يمثلهم في البرلمان الأوروبي. بالإضافة إلى استخدام اليورو كعملة للأقاليم.

## وصلات خارجية
- وزارة مقاطعات وأقاليم ما وراء البحار